# Shrek Super Party
Shrek Super Party è un videogioco party sviluppato dalla Mass Media e pubblicato nel 2002 dalla TDK Mediactive. È basato sulla serie del cartone animato Shrek.

## Modalità di gioco
Il giocatore può scegliere tra sei personaggi, giocando in cinque regni. Lo scopo del gioco è quello di essere il primo tra i quattro giocatori a raccogliere un certo numero di gocce preziose (il numero può essere scelto nelle opzioni del gioco, da 200 a 800 in intervalli di 100). Tali gocce possono essere collezionate scambiando insetti con gli altri giocatori o arrivando alla fine del regno.
Ogni giocatore sceglie un regno da attraversare. Il gioco è impostato come un gioco da tavolo, in cui ogni giocatore si muove lungo il percorso verso la fine del regno. I movimenti del giocatore sono determinati da un gioco che consiste nel far cadere una palla su una griglia numerata (3X3), in cui ogni tassello corrisponde al numero di spazi che deve percorrere il giocatore (da 1 a 9). Ogni tassello, inoltre, corrisponde ad un esito diverso.

## Personaggi
Il giocatore può scegliere tra sei personaggi:
- Shrek
- Ciuchino
- Fiona
- Thelonius
- Mounsier Hood
- Lord Farquaad

## Regni
Durante il gioco, il giocatore può scegliere di attraversare cinque regni, ognuno con i propri minigiochi:
- La Fortezza
- Il Mulino
- La Palude
- Il Castello
- La Fattoria

C'è anche un sesto regno, l'Acquitrino Maledetto (che funge da "parcheggio") nel quale il giocatore resta finché non riesce ad avanzare di almeno 4 tasselli.

## Tasselli
Il gioco della palla può avere esiti diversi. Su ogni tassello, infatti, c'è un'icona che corrisponde a ciò che dovrà fare il giocatore. I tasselli sono:
- Battaglia epica: in cui i giocatori giocano ad un minigioco tutti contro tutti o due contro due.
- Duello di coraggio: in cui un giocatore sfida un altro ad un minigioco
- Perdi gocce preziose: con il quale il giocatore perde o dona gocce preziose
- Guadagna gocce preziose: con il quale il giocatore guadagna o prende da un altro giocatore delle gocce preziose
- Specchio magico: che dice al giocatore cosa succederà (esito positivo o negativo)
- Stivali: che spediscono il giocatore all'Acquitrino Maledetto
- Portale magico: che spediscono il giocatore in un altro regno
- Polvere di folletto: che permettono al giocatore di cambiare regno se la griglia del gioco della palla ha troppi esiti negativi
- Scorciatoia: che porta il giocatore alla più vicina battaglia epica
- Scambio di insetti: che permette al giocatore di scambiare due insetti
- Gocce preziose: che dà al giocatore un numero di gocce preziose per aver completato il regno

## Accoglienza
Shrek Super Party ha ricevuto molte critiche negative. IGN ha recensito tutte e tre le versioni del gioco: la versione per GameCube ha ricevuto un 3,8/10, la versione per Xbox 3/10, mentre quella per PlayStation 2 2,9/10.